# Кальсиліт
Кальсилі́т — мінерал, алюмосилікат калію каркасної будови.

## Загальний опис
Хімічна формула: 2[KAlSiO4]. Домішки Na2O (2-5 %).
Сингонія гексагональна.
Твердість 6.
Густина 2,59-2,63.
Форми виділення: зернисті масивні агрегати.
Безбарвний, іноді білий або сірий.
Породотвірний мінерал ультраосновних лужних ефузивних порід.
Кальсиліт — важлива складова деяких лав, зустрічається у вигляді нефелін-калсилітових фенокристалів.
Виявлений в Уганді, Італії, Заїрі.
Асоціює з нефеліном і лейцитом.